# Pterostylis hildae
Pterostylis hildae är en orkidéart som beskrevs av William Henry Nicholls. Pterostylis hildae ingår i släktet Pterostylis och familjen orkidéer. Inga underarter finns listade i Catalogue of Life.